# Bigy
A Bigy (horvátul: Biđ, Bič) egy folyó Horvátország keleti részén. A Báza mellékfolyója.

## Leírása
A Bigy Szlavónia középső részén, a Dilj-hegység déli lejtőin, Bród (Slavonski Brod) városától északnyugatra, a 423 méter magas Lipovica nevű csúcs alatt ered. Ezután általánosságban északkelet felé folyik. Nincs mellette nagyobb település, bár néhány nagyobb falu (Donji Andrijevci, Vrpolje és Strizivojna) található a folyó közelében. A Bigy 66 km hosszú. 
Cerna falunál a Bigy délről befogadja a Berava folyócskát. A Berava Nagykopanicától (Velika Kopanica) délre ered, majd kelet felé kanyarog Gundinci és Babagerenda (Babina Greda) közelében. Ezután Gradistye (Gradište) közelében Cernától délre északra fordul. A Bigy a Beravával való egyesülése után már Bázaként (Bosut) ismert.
A folyó halakban rendkívül gazdag. Jellemző halfajai az európai harcsa, a ponty, a dévérkeszeg, a csuka, a fogassüllő, a csapósügér, a fejes domolykó és a márna.